# L'Épicier (journal)
Ne doit pas être confondu avec Lépicier.
Pour les articles homonymes, voir Épicier (homonymie).

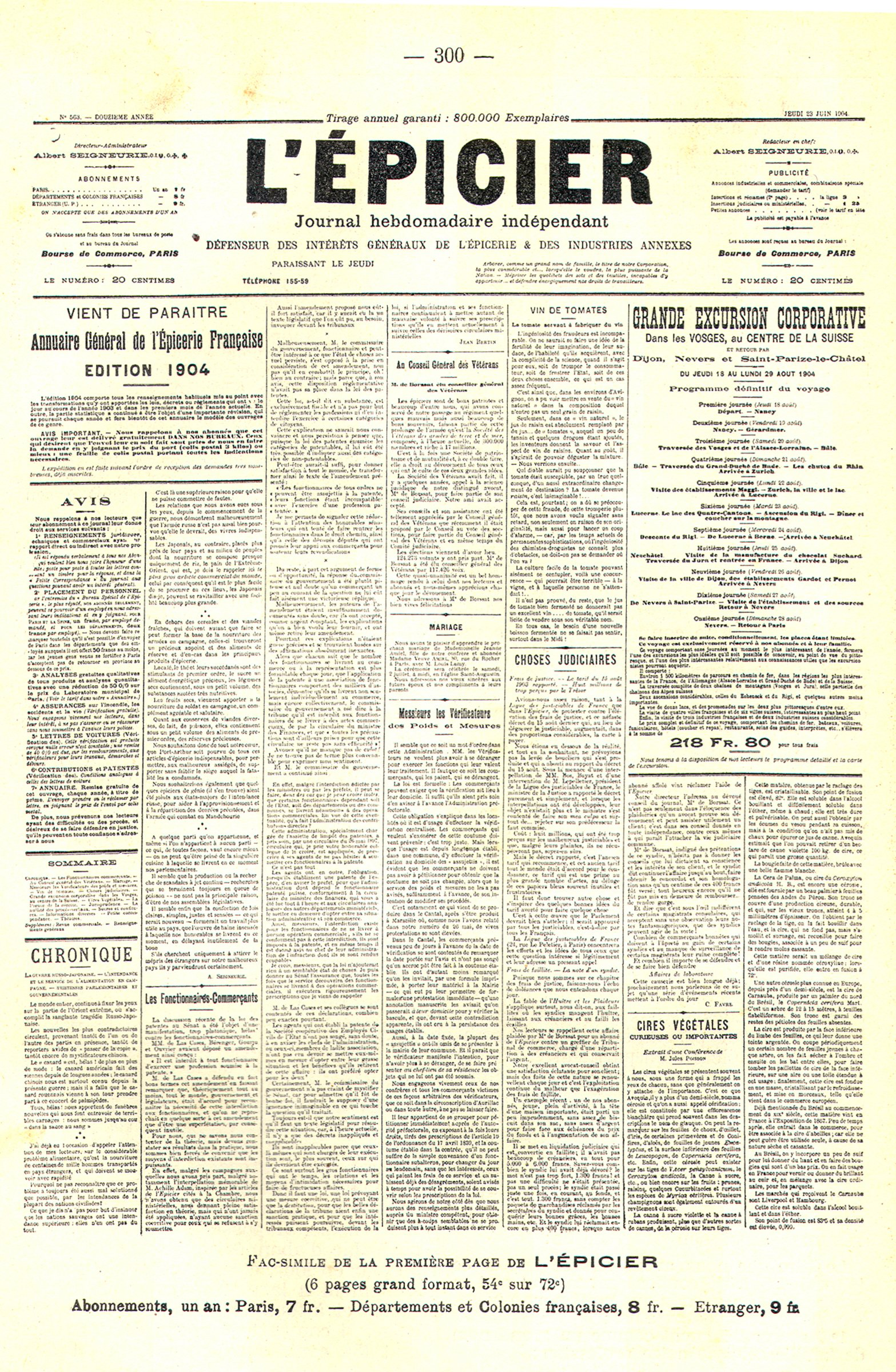
L'Épicier

Le journal L'Épicier était un hebdomadaire corporatiste créé en 1893 par Albert Seigneurie.
L'Épicier paraissait trois fois par mois sur huit pages grand format.
Les bureaux du journal étaient à l'origine installés en 1893 à l'angle de la rue de la Verrerie  et de la rue des Archives à Paris. En 1898, ils ont déménagé pour la Bourse du Commerce.

## Buts
D'après ses auteurs, les buts de ce journal étaient :
1. « Arborer fièrement comme un grand nom de famille celui de notre profession ;
2. Adjurer tous ceux qui l'exercent de ne jamais en rougir et de répondre par le seul mépris aux ineptes moqueries des sots et des inutiles, incapables d'y appartenir et qui essaient de le ridiculiser ;
3. Rappeler à nos confrères (dont beaucoup semblent l'avoir oublié) que notre corporation est à la fois la plus grande et la plus puissante de la Nation, puisqu'elle est la plus nombreuse, embrasse la plus grande quantité d'articles, cause le plus considérable mouvement d'affaires et fait produire la plus grande somme de travail ;
4. Leur démontrer qu'il suffirait d'un lien moral très étendu pour former un mouvement d'opinion et changer cette puissance latente en une puissance effective, suffisante pour combattre victorieusement les injustices et les multiples abus qui nous accablent... »